# Leptoxis umbilicata
Leptoxis umbilicata är en snäckart som först beskrevs av Wetherby 1876.  Leptoxis umbilicata ingår i släktet Leptoxis och familjen Pleuroceridae. Inga underarter finns listade i Catalogue of Life.